# BIMSTEC
BIMSTEC oder Bay of Bengal Initiative for Multi-Sectoral Technical and Economic Cooperation (bis Juli 2004 BIST-EC oder Bangladesh, India, Sri Lanka, Thailand Economic Cooperation) ist eine regionale Organisation von den sieben am Golf von Bengalen liegenden Staaten. 
Es soll so eine engere Zusammenarbeit zwischen Südasien und Südostasien erreicht werden. Ziel ist eine Freihandelszone für bestimmte Güter bis 2017. Des Weiteren sollen auch Mechanismen zur friedlichen Konfliktbeilegung erarbeitet werden.
Sie wurde im Juni 1997 als BIST-EC gegründet.

## Mitglieder
- Bangladesch
- Bhutan (seit 2004)
- Indien
- Myanmar (seit 1997)
- Nepal (seit 2004)
- Sri Lanka
- Thailand